# Principiantes (novela)
Principiantes es una novela de Colin MacInnes escrita y ambientada en Londres, Inglaterra, en 1958. Fue publicada en 1959. La novela es la segunda de la llamada Trilogía de Londres de MacInnes, tras Ciudad de ébano (1958) y a la que sigue Mr. Love and Justice (1960). Estas novelas son independientes entre sí y contienen personajes diferentes.

## Introducción
La novela está escrita desde la perspectiva en primera persona de un fotógrafo independiente adolescente que vive en una zona venida a menos -pero animada- del oeste de Londres a la que él llama Napoli. El área acoge a un gran número de inmigrantes del Caribe, ingleses marginales, homosexuales y drogadictos.
Los temas de la novela son las opiniones del narrador sobre la cultura juvenil emergente, su fijación por la ropa y la música jazz, su amor por su exnovia Crêpe Suzette, la enfermedad de su padre y las crecientes tensiones raciales en el verano de los disturbios en Notting Hill.

## Resumen del argumento
La novela se divide en cuatro partes. Cada una detalla un día en particular de los cuatro meses que abarca el verano de 1958.
En junio ocupa la mitad del libro y muestra cómo el narrador se reúne con varios amigos adolescentes y algunos adultos en diversas zonas de Londres. En esta parte habla sobre su visión de la vida y el nuevo concepto de adolescente. También se entera de que su exnovia, Suzette, está a punto de contraer un matrimonio de conveniencia con su jefe, un diseñador de moda gay de mediana edad llamado Henley.
En julio muestra al narrador tomando fotografías por el Támesis, viendo la opereta musical H.M.S. Pinafore con su padre, cómo tiene un encuentro violento con Ed "el Ted" y ve la aparición del Hoplita en el programa televisivo Call-Me-Cobber.
En En agosto vemos al narrador y a su padre realizando un crucero por el Támesis hacia el castillo de Windsor. Su padre enferma durante el viaje y tiene que ser llevado a un médico. El narrador también se encuentra con Suzette en la casa de campo de su marido en Cookham.
En En septiembre el narrador cumple 19 años. Él ve en esto, simbólicamente, el inicio de su último año como adolescente. Es testigo de varios incidentes de violencia racial, lo que le disgusta. Su padre muere, dejándole cuatro sobres llenos de dinero. Suzette se ha separado de Henley, pero todavía no está segura de si debe reanudar su relación con el narrador. El protagonista decide abandonar el país y encontrar un lugar en donde no exista el racismo. En el aeropuerto, ve a los africanos que llegan y les da una cálida bienvenida.

## Personajes
- El narrador – un fotógrafo anónimo que cumplirá 19 años en la última parte del libro. Gana la mayor parte de su dinero mediante la venta de fotografías pornográficas, pero está interesado en hacer una exposición del resto de su trabajo. Vive en el ático de un edificio en la zona W10 de Londres.
- Crêpe Suzette – exnovia del narrador. Negrófila promiscua que tiene la intención de contraer un matrimonio sin sexo con su jefe.
- Los padres del narrador – su madre regenta una casa de huéspedes y prefiere la compañía de estos a la de su segundo marido, el padre del narrador. Tiene una relación tormentosa con el narrador, quien mantiene un cuarto oscuro de fotografía en casa como una excusa para visitar a su padre. Su padre ha estado escribiendo un libro llamado La Historia de Pimlico durante varios años.
- El Hoplita Fabuloso – prostituto ocasional que forma parte de la pandilla de Knightsbridge-Chelsea y vive en el mismo edificio que el narrador.
- El Brujo – el mejor amigo del narrador, un sociópata con cara de niño que trabaja como proxeneta y que, después de una pelea, se une a los matones de extrema derecha durante los disturbios.
- Henley – diseñador de moda gay que dice tener 45 años y que tiene la intención de casarse con Suzette.
- Verne – el medio hermano del narrador, de 25 años de edad.
- Mr. Cool – un joven negro, nacido en Londres, que vive en el mismo edificio que el narrador y que es amenazado por los teddy boys para que abandone el barrio.
- Wilf – el medio hermano blanco de Mr. Cool.
- Call-me-Cobber – celebridad mediática australiana que presenta el programa de entrevistas de la ITV Junction!
- La ex-Debutante-del-Año-Pasado – una joven de clase alta amiga del narrador que sale con Call-me-Cobber.
- Ed "el Ted" – un Teddy Boy pálido que deja su vieja banda y se convierte en parte de una turba de hooligans racistas.
- Deleitoso-Chico-Tamiz – cantante de pop sin éxito que triunfa como compositor de canciones.
- Dido Lament – columnista de chismes.
- Big Jill – lesbiana de unos veinte años que vive en el sótano del edificio del narrador. Trata con prostitutas jóvenes y lesbianas.
- Deán Swift – es uno de los modelos pornográficos del narrador. Drogadicto y amante del jazz moderno.
- The Misery Kid – devoto del jazz antiguo.
- Mannie Katz – amigo poeta del narrador. Está casado con Miriam y es padre de Saúl.
- Vendice Partners – examante de Dido que trabaja en una agencia de publicidad con sede en Mayfair.

El narrador también conoce a un sindicalista de izquierdas llamado 'Ron Todd' en un club de jazz. En 1985 existió un sindicalista llamado Ron Todd que se convirtió en secretario general del TGWU (Sindicato del Transporte y General de Trabajadores).

## Estilo
Aunque MacInnes cumplió cuarenta y cuatro años en el verano de 1958, el libro está escrito a través de los ojos de un joven de dieciocho años de edad que forma parte de la nueva cultura juvenil, vibrante y próspera de Londres en cafeterías, de jazz moderno y rock 'n 'roll, de scooters y ropa italianas. Como tal, es una crónica de los primeros años de lo que se convertiría en la subcultura o Movimiento mod en la década de 1960. MacInnes hace que el narrador utilice una forma de expresión muy elaborada. Por ejemplo, cuando el narrador y el Deleitoso hablan de por qué Vendice ya no utiliza el periódico de Dido para la publicidad, MacInnes escribe:

   —¿Y por qué el ruin de Partners ha dejado de ser cliente de ese diario en papel higiénico que publica Dido?—le pregunté al Deleitoso. 
—Quizá sea porque Dido esté en decadencia, o porque lo esté el diario, o simplemente porque estos días todo cae en los planos regazos de los reyes de la aleluya. 
—Me extraña que Dido no dé un viraje rápido y no se lance de cabeza en la ciudadela de la televisión.

El nombre del narrador es desconocido. Cuando se lo pregunta una chica en una fiesta, él evita la cuestión. Cuando se ve presionado, contesta sarcásticamente: David Copperfield. En el libro se alude a él de diversas maneras, como "bebé blitz", "chico", "adolescente", "niño", "niño prodigio" e "hijo". Todos estos términos hacen referencia a su juventud. La mayor parte del resto de los personajes tienen apodos o se les da el nombre de sus puestos de trabajo, en lugar de emplear sus nombres reales.

## Adaptación cinematográfica
La novela fue llevada al cine en forma de musical. Fue dirigida por Julien Temple y se estrenó en 1986. Al narrador se le dio el nombre de Colin, por Colin MacInnes, y el papel fue interpretado por Eddie O'Connell. Patsy Kensit interpretó a Crêpe Suzette y David Bowie aparece dando vida al publicista, Vendice Partners. Bowie también escribió e interpretó el tema principal de la banda sonora, que alcanzó el número 2 en la lista de singles del Reino Unido en marzo de 1986.
En la película aparecen muchos de los personajes del libro, pero modifica bastante sus motivaciones y el final de la historia. También aparece más presente la idea de los personajes más viejos explotando a los jóvenes, lo que no era más que insinuado en la novela.
La novela fue reeditada por Penguin Books con motivo del lanzamiento de la película. La portada mostraba a O'Connell y a Kensit delante de una silueta de la ciudad de Londres.

## Paul Weller
El cantante y compositor Paul Weller, que nació en 1958, ha descrito la novela como "un libro de inspiración". Esta cita fue utilizada en la portada de la edición de bolsillo de 1986. Weller también eligió este libro cuando apareció en el programa de la BBC Radio 4, Desert Island Discs.
Su grupo, The Jam, lanzó un sencillo llamado "Absolute Beginners" en 1981. Alcanzó el número 4 en las listas británicas. Su segunda banda, The Style Council, grabó la canción "Have You Ever Had It Blue?" para la película de 1986.

## Detalles de publicación
- 1959, UK, MacGibbon & Kee, Pub date ? ? 1959, Unknown binding
- 1966, UK, Hutchinson Educ. (ISBN 978-0-09-077220-9), Pub date ? February 1966, Hardcover
- 1970, UK, Ballantine Books (ISBN 978-0-345-21917-6), Pub date 12 de abril de 1970, Paperback
- 1973, UK, Panther (ISBN 978-0-586-03770-6), Pub date 29 de noviembre de 1973, Paperback
- 1980, UK, Allison & Busby (ISBN 978-0-85031-329-1), Pub date ? March 1980, Hardcover
- 1980, UK, Allison & Busby (ISBN 978-0-85031-330-7), Pub date ? March 1980, Paperback
- 1980, UK, Schocken Books (ISBN 978-0-8052-8039-5), Pub date ? September 1980, Hardcover
- 1985, UK, E P Dutton (ISBN 978-0-525-48189-8), Pub date ? November 1985, Paperback
- 1986, UK, Penguin Books Ltd (ISBN 978-0-14-002142-4), Pub date 27 de febrero de 1986, Paperback
- 1992, UK, Allison & Busby (ISBN 978-0-7490-0165-0), Pub date 16 de julio de 1992, Paperback
- 2001, UK, Allison & Busby (ISBN 978-0-7490-0540-5), Pub date 14 de marzo de 2001, Paperback